# Leptadenia madagascariensis
Leptadenia madagascariensis är en oleanderväxtart som beskrevs av Joseph Decaisne. Leptadenia madagascariensis ingår i släktet Leptadenia och familjen oleanderväxter. Inga underarter finns listade i Catalogue of Life.